# خاندان اسفندیاری بالاوند
خاندان اسفندیاری بالاوند از خاندان‌های قدیمی ایرانی و حاکمان درهٔ طلایی هلیلان بوده‌اند که در دوران زندیه منسوب به حکومت در این منطقه شده‌اند.

## تبار
این خاندان ایرانی تبار از تیره های قدیمی و بومی منطقه و از اعقاب طوایف ساسانیان هستند، این خاندان در قرون اولیه(هجری قمری) ساکن فارس بوده اند و بعد از آن به بین النهرین و پس از آن به کرمانشاه و نهایتا املاک هلیلان که توسط کریم خان زند به باله خان دوم داده شد اسکان یافتن.(به طور کلی باید گفت املاک گرمسیری بالاوندها تا قبل افشاریه شامل نواحی شرقی کرمانشاه که جز سرفیروزآباد است در مجاورت سیمره مانند چموزه و کالگه و شهری و...و نواحی سردسیر در دلفان مناطق خالوند قاضی خانی و میان چقا در میان ایتوندها و کاکاوندها بوده است) نسب خاندان اسفندیاری به قاید کبیر حسین فرزند رادوند میرسد.قاید کبیر حسین دو پسر داشت قاید محمد و زین الدین خان اول از قاید محمد یک پسر به نام (گیو) به جا ماند و از گیو سه پسر به نام های شهباز خان، شیبان خان و حسین خان شهباز خان و شیبان خان در زمان تیمور گورکانی به گیلویه رفتند که آن زمان جزء فارس بود و تشکیل حکومت دادند؛ و حسین خان از سوی اتابک افراسیاب سوم به وی لقب خانی داده شد والی لرستان بزرگ گردید و قلعه تل را مرکز حکومت خود قرار داد؛ که نوادگان وی امروزه در خوزستان به نام زنگنه های حسین خانی معروف اند. امیر زین الدین خان اول در سال ۷۱۴ ه.ق به حکومت اربیل رسید. پس از مرگ امیر زین الدین خان به منطقه سرفیروزآباد کرمانشاه و خاوه دلفان کوچ نمودند و نزدیک به سیصد سال در آن منطقه زندگی کردند و در اواخر افشاریه دوران زعامت اسماعیل خان اول از روی درگیری دست به کوچ زدند، و در زمان زندیه از روی هم پیمانی اسماعیل خان اول و پسرش باله خان دوم با خان زند به حکومت هلیلان منسوب گردیدند. این خاندان در زمان امیر زین الدین خان دوم به نام زین الدین وند سپس به کارزینن تغییر نام داد و در زمان سرپرستی باله خان دوم به ایل بالاوند معروف گردید. واژه باله‌وند از دو بخش‌ «باله‌» و پسوند نسبت‌ «وند» ترکیب‌ یافته‌ است‌. باله نام‌ نیای‌ بزرگ‌ خاندان‌ اسفندیاری‌ و بنیان گذار طایفه باله‌ وند بوده.

## شجره نامه
|  |  |              |              |              |              |              |              |  |  |            |            |            |            |            |            |  |  |          |          |          |          |          |          |  |  |          |          |          |          |          |          |  |  |          |          |          |          |          |          |  |  |             |             |             |             |             |             | امیر زین الدین خان دوم |  |           |           |           |           |           |           |  |  |              |              |              |              |              |              |  |  |             |             |             |             |             |             |  |  |            |            |            |            |            |            |  |  |
|  |  |              |              |              |              |              |              |  |  |            |            |            |            |            |            |  |  |          |          |          |          |          |          |  |  |          |          |          |          |          |          |  |  |          |          |          |          |          |          |  |  |             |             |             |             |             |             |                        |  |           |           |           |           |           |           |  |  |              |              |              |              |              |              |  |  |             |             |             |             |             |             |  |  |            |            |            |            |            |            |  |  |
|  |  |              |              |              |              |              |              |  |  |            |            |            |            |            |            |  |  |          |          |          |          |          |          |  |  |          |          |          |          |          |          |  |  |          |          |          |          |          |          |  |  |             |             |             |             |             |             | کازی خان               |  |           |           |           |           |           |           |  |  |              |              |              |              |              |              |  |  |             |             |             |             |             |             |  |  |            |            |            |            |            |            |  |  |
|  |  |              |              |              |              |              |              |  |  |            |            |            |            |            |            |  |  |          |          |          |          |          |          |  |  |          |          |          |          |          |          |  |  |          |          |          |          |          |          |  |  |             |             |             |             |             |             |                        |  |           |           |           |           |           |           |  |  |              |              |              |              |              |              |  |  |             |             |             |             |             |             |  |  |            |            |            |            |            |            |  |  |
|  |  |              |              |              |              |              |              |  |  |            |            |            |            |            |            |  |  |          |          |          |          |          |          |  |  |          |          |          |          |          |          |  |  |          |          |          |          |          |          |  |  |             |             |             |             |             |             | باله خان اول           |  |           |           |           |           |           |           |  |  |              |              |              |              |              |              |  |  |             |             |             |             |             |             |  |  |            |            |            |            |            |            |  |  |
|  |  |              |              |              |              |              |              |  |  |            |            |            |            |            |            |  |  |          |          |          |          |          |          |  |  |          |          |          |          |          |          |  |  |          |          |          |          |          |          |  |  |             |             |             |             |             |             |                        |  |           |           |           |           |           |           |  |  |              |              |              |              |              |              |  |  |             |             |             |             |             |             |  |  |            |            |            |            |            |            |  |  |
|  |  |              |              |              |              |              |              |  |  |            |            |            |            |            |            |  |  |          |          |          |          |          |          |  |  |          |          |          |          |          |          |  |  |          |          |          |          |          |          |  |  |             |             |             |             |             |             | حسن خان اول            |  |           |           |           |           |           |           |  |  |              |              |              |              |              |              |  |  |             |             |             |             |             |             |  |  |            |            |            |            |            |            |  |  |
|  |  |              |              |              |              |              |              |  |  |            |            |            |            |            |            |  |  |          |          |          |          |          |          |  |  |          |          |          |          |          |          |  |  |          |          |          |          |          |          |  |  |             |             |             |             |             |             |                        |  |           |           |           |           |           |           |  |  |              |              |              |              |              |              |  |  |             |             |             |             |             |             |  |  |            |            |            |            |            |            |  |  |
|  |  |              |              |              |              |              |              |  |  |            |            |            |            |            |            |  |  |          |          |          |          |          |          |  |  |          |          |          |          |          |          |  |  |          |          |          |          |          |          |  |  |             |             |             |             |             |             | صید محمد خان           |  |           |           |           |           |           |           |  |  |              |              |              |              |              |              |  |  |             |             |             |             |             |             |  |  |            |            |            |            |            |            |  |  |
|  |  |              |              |              |              |              |              |  |  |            |            |            |            |            |            |  |  |          |          |          |          |          |          |  |  |          |          |          |          |          |          |  |  |          |          |          |          |          |          |  |  |             |             |             |             |             |             |                        |  |           |           |           |           |           |           |  |  |              |              |              |              |              |              |  |  |             |             |             |             |             |             |  |  |            |            |            |            |            |            |  |  |
|  |  |              |              |              |              |              |              |  |  |            |            |            |            |            |            |  |  |          |          |          |          |          |          |  |  |          |          |          |          |          |          |  |  |          |          |          |          |          |          |  |  |             |             |             |             |             |             | حسن خان دوم            |  |           |           |           |           |           |           |  |  |              |              |              |              |              |              |  |  |             |             |             |             |             |             |  |  |            |            |            |            |            |            |  |  |
|  |  |              |              |              |              |              |              |  |  |            |            |            |            |            |            |  |  |          |          |          |          |          |          |  |  |          |          |          |          |          |          |  |  |          |          |          |          |          |          |  |  |             |             |             |             |             |             |                        |  |           |           |           |           |           |           |  |  |              |              |              |              |              |              |  |  |             |             |             |             |             |             |  |  |            |            |            |            |            |            |  |  |
|  |  |              |              |              |              |              |              |  |  |            |            |            |            |            |            |  |  |          |          |          |          |          |          |  |  |          |          |          |          |          |          |  |  |          |          |          |          |          |          |  |  |             |             |             |             |             |             | اسماعیل خان اول        |  |           |           |           |           |           |           |  |  |              |              |              |              |              |              |  |  |             |             |             |             |             |             |  |  |            |            |            |            |            |            |  |  |
|  |  |              |              |              |              |              |              |  |  |            |            |            |            |            |            |  |  |          |          |          |          |          |          |  |  |          |          |          |          |          |          |  |  |          |          |          |          |          |          |  |  |             |             |             |             |             |             |                        |  |           |           |           |           |           |           |  |  |              |              |              |              |              |              |  |  |             |             |             |             |             |             |  |  |            |            |            |            |            |            |  |  |
|  |  |              |              |              |              |              |              |  |  |            |            |            |            |            |            |  |  |          |          |          |          |          |          |  |  |          |          |          |          |          |          |  |  |          |          |          |          |          |          |  |  |             |             |             |             |             |             | باله خان دوم           |  |           |           |           |           |           |           |  |  |              |              |              |              |              |              |  |  |             |             |             |             |             |             |  |  |            |            |            |            |            |            |  |  |
|  |  |              |              |              |              |              |              |  |  |            |            |            |            |            |            |  |  |          |          |          |          |          |          |  |  |          |          |          |          |          |          |  |  |          |          |          |          |          |          |  |  |             |             |             |             |             |             |                        |  |           |           |           |           |           |           |  |  |              |              |              |              |              |              |  |  |             |             |             |             |             |             |  |  |            |            |            |            |            |            |  |  |
|  |  |              |              |              |              |              |              |  |  |            |            |            |            |            |            |  |  |          |          |          |          |          |          |  |  |          |          |          |          |          |          |  |  |          |          |          |          |          |          |  |  |             |             |             |             |             |             | صفی خان                |  |           |           |           |           |           |           |  |  |              |              |              |              |              |              |  |  |             |             |             |             |             |             |  |  |            |            |            |            |            |            |  |  |
|  |  |              |              |              |              |              |              |  |  |            |            |            |            |            |            |  |  |          |          |          |          |          |          |  |  |          |          |          |          |          |          |  |  |          |          |          |          |          |          |  |  |             |             |             |             |             |             |                        |  |           |           |           |           |           |           |  |  |              |              |              |              |              |              |  |  |             |             |             |             |             |             |  |  |            |            |            |            |            |            |  |  |
|  |  |              |              |              |              |              |              |  |  |            |            |            |            |            |            |  |  |          |          |          |          |          |          |  |  |          |          |          |          |          |          |  |  |          |          |          |          |          |          |  |  |             |             |             |             |             |             | اسفندیار خان           |  |           |           |           |           |           |           |  |  |              |              |              |              |              |              |  |  |             |             |             |             |             |             |  |  |            |            |            |            |            |            |  |  |
|  |  |              |              |              |              |              |              |  |  |            |            |            |            |            |            |  |  |          |          |          |          |          |          |  |  |          |          |          |          |          |          |  |  |          |          |          |          |          |          |  |  |             |             |             |             |             |             |                        |  |           |           |           |           |           |           |  |  |              |              |              |              |              |              |  |  |             |             |             |             |             |             |  |  |            |            |            |            |            |            |  |  |
|  |  |              |              |              |              |              |              |  |  |            |            |            |            |            |            |  |  |          |          |          |          |          |          |  |  |          |          |          |          |          |          |  |  |          |          |          |          |          |          |  |  |             |             |             |             |             |             | لطفعلی خان بالاوند     |  |           |           |           |           |           |           |  |  |              |              |              |              |              |              |  |  |             |             |             |             |             |             |  |  |            |            |            |            |            |            |  |  |
|  |  |              |              |              |              |              |              |  |  |            |            |            |            |            |            |  |  |          |          |          |          |          |          |  |  |          |          |          |          |          |          |  |  |          |          |          |          |          |          |  |  |             |             |             |             |             |             |                        |  |           |           |           |           |           |           |  |  |              |              |              |              |              |              |  |  |             |             |             |             |             |             |  |  |            |            |            |            |            |            |  |  |
|  |  |              |              |              |              |              |              |  |  |            |            |            |            |            |            |  |  |          |          |          |          |          |          |  |  |          |          |          |          |          |          |  |  |          |          |          |          |          |          |  |  |             |             |             |             |             |             |                        |  |           |           |           |           |           |           |  |  |              |              |              |              |              |              |  |  |             |             |             |             |             |             |  |  |            |            |            |            |            |            |  |  |
|  |  | جهانگیری خان | جهانگیری خان | جهانگیری خان | جهانگیری خان | جهانگیری خان | جهانگیری خان |  |  | محبعلی خان | محبعلی خان | محبعلی خان | محبعلی خان | محبعلی خان | محبعلی خان |  |  | حاجی خان | حاجی خان | حاجی خان | حاجی خان | حاجی خان | حاجی خان |  |  | رستم خان | رستم خان | رستم خان | رستم خان | رستم خان | رستم خان |  |  | آزاد خان | آزاد خان | آزاد خان | آزاد خان | آزاد خان | آزاد خان |  |  | علی نقی خان | علی نقی خان | علی نقی خان | علی نقی خان | علی نقی خان | علی نقی خان |                        |  | تیمور خان | تیمور خان | تیمور خان | تیمور خان | تیمور خان | تیمور خان |  |  | حیات قلی خان | حیات قلی خان | حیات قلی خان | حیات قلی خان | حیات قلی خان | حیات قلی خان |  |  | نورالله خان | نورالله خان | نورالله خان | نورالله خان | نورالله خان | نورالله خان |  |  | کلبرضا خان | کلبرضا خان | کلبرضا خان | کلبرضا خان | کلبرضا خان | کلبرضا خان |  |  |

شجره نامه فرزندان لطفعلی خان بالاوند
لطفعلی خان چندین بار با زنانی از مناطق مختلف ازدواج کرد، وی از این همسران دارای ده فرزند پسر و پنج فرزند دختر گردید:دختر بزرگش حمیده سلطان را به عقد حسینقلی خان ابوقداره والی پشت کوه و دختر دومش ملک زاده خانم که دختر با کمالات بود نخست به همسری فتح الله خان امرایی حاکم طرهان در آورد. ملک زاده خانم از فتح الله خان دارای فرزند نشد، پس از مرگ فتح الله خان به همسری برخوردار خان حاکم طرهان در آمد که ثمره این پیوند یک پسر به نام حبیب الله خان غضنفری و دو دختر به نام صاحب خانم ملقب به عزت الدوله که به همسری غلامرضا خان فیلی والی پشت کوه در آمد و دختر دیگر وی  زبیده خانم به همسری رضا قلی خان سرتیپ پدر یوسف خان امیر بهادر، رئیس بخشی از طایفه نور عالی دلفان درآمد. برخوردار خان در یک ضیافت شام به قتل رسید که پس از آن ملک زاده خانم به همسری حسین قلی خان والی پشت کوه در آمد.که در این اثنا خواهرش حمیده سلطان وفات یافته بود حسینقلی خان از حمیده فرزندی نداشت ولی از ملک زاده علیرضا خان شهاب الدوله نصیبش شد.
لطفعلی خان بالاوند از چهار همسر ده پسر داشته که عبارتند از:
۱- علی نقی خان، حیات قلی خان، حاجی خان، جهانگیر خان از بانو خدیجه خانم از طایفه پیر احمدوند
۲-نورالله خان و محبعلی خان از بانو سیده آغا بیگم خانم مشعشعی دختر آقا سید میرزا عبدالعظیم مشعشعی آتش بیگی معروف به (آبش)
۳-آزاد خان، رستم خان از بانو زیبا (زیوا) از طایفه لروند 
۴-کلبرضا خان، تیمور خان از بانو منور خانم از طایفه احمدوند(همیوند)
۱-علی نقی خان
اسامی فرزندان و نوادگان 
علی نقی خان فرزند لطفعلی خان بالاوند به شرح زیر است؛
۱-محمود خان اسفندیاری بالاوند (محمودی) ۲- لطفعلی خان سوم ۳- محمد تقی خان اسفندیاری ۴- سیف الله خان اسفندیاری ۵-نعمت الله خان اسفندیاری
(محمود خان اسفندیاری بالاوند) فرزند علی نقی خان در هنگام مرگ از ۳ همسرش ۷ پسر و یک دختر داشت:علی نقی خان اسفندیاری (خانی)- نادر قلی خان- محمد پاشاه خان- نامدار خان و اسد خان اسفندیاری (ملقب به اسد کلانتر) و اشد بانو اسفندیاری 
(لطفعلی خان سوم) فرزند علی نقی خان در هنگام مرگ ۴ پسر داشت: محمد قلی خان- الهیار خان- سرتیپ و عزیز خان اسفندیاری
۲-حیات قلی خان 
اسامی فرزندان و نوادگان 
حیات قلی خان فرزند لطفعلی خان بالاوند به شرح زیر است:
۱-امامقلی خان اسفندیاری(حاجی ایمان) ۲-عباس خان اسفندیاری ۳-نجف قلی خان ۴- مهدی خان
(امامقلی خان اسفندیاری) حاجی ایمان در هنگام مرگ از ۳ همسرش ۶ پسر داشت: ماشاالله خان اسفندیاری-نصرت الله خان اسفندیاری -مهندس ایرج اسفندیاری -غلامعلی خان اسفندیاری -عبدالحسین خان- غلامحسین خان
۳-جهانگیر خان
جهانگیر خان فرزند لطفعلی خان در هنگام مرگ ۴ پسر داشت: خسرو خان اسفندیاری- پاشاه خان-امیر خان و محمد کریم خان اسفندیاری
۴-محبعلی خان
محبعلی خان فرزند لطفعلی خان ۶ پسر داشت:شیر خان- نظر علی خان- ایلخانی- منصور خان-جهانشاه خان و نصرالله خان اسفندیاری 
از نصرالله خان اسفندیاری یک پسر به نام خان احمد خان اسفندیاری به جای ماند و از ایلخانی ۴ پسر به نامهای:الهیار- محمد تقی- علیمراد خان و هدایت الله خان اسفندیاری به جای ماند
۵-نورالله خان
از نورالله خان یک پسر به نام حسینقلی خان معروف به (حسی) بجای ماند حسینقلی خان ۴ پسر به نامهای: نورالله خان- غلامشاه خان- اعلا و علی محمد خان اسفندیاری داشت
۶-رستم خان
رستم خان فرزند لطفعلی خان ۳ پسر داشت:مهر علی خان- عبدالله خان و حسین خان اسفندیاری
۷-آزاد خان
از آزاد خان یک پسر به نام حاجی خان به جای ماند
۸-کلبرضا خان
کلبرضا خان فرزند لطفعلی خان در هنگام مرگ ۸ پسر داشت؛ فتح الله خان- صحبت الله خان- عزیز خان- رشید خان- فرج الله خان- حاجی خان- کلبعلی خان و امان الله خان اسفندیاری.

## دورهٔ افشاریه
خاندان اسفندیاری بالاوند در زمان افشاریه به رهبری اسماعیل خان اول در جنوب کرمانشاه و شمال لرستان سکونت داشتند، به علت کشمکش مالیاتی به منطقه گالگه و شعری کوچ و پس از قتل محمد خان پسر اسماعیل خان والی لرستان به همدستی برخی خوانین که اسماعیل خان بالاوند هم در آن همدستی داشت به دینور کوچ و سه سال به سیاق ایلی گذراندند. سپس هم پیمان حاکم زنگنه در کرمانشاه گردیدند و از این زمان با لرستان پیوستگی شان قطع و تابع حکومت کرمانشاه گردیدند.

## دورهٔ زندیه
زمان والی گری اسماعیل خان والی لرستان (۱۱۶۰ ه.ق) ایل زند در پری کمازان ملایر ساکن بود و پس از کشته شدن نادرشاه افشار کریم خان زند دعوی سلطنت نمود و از ایلات لک و لر و استمداد و یاری جست و اتحاد (زند و وند) را به وجود آورد، بسیاری از ایلات هم پیمان خان زند شدند. از جمله اسماعیل خان اول فرزند حسن خان بالاوند هم پیمان کریم خان زند گردید. در سال (۱۱۶۰ ه.ق) کریم خان زند از آزاد خان افغان در قمشه شکست خورد. اسماعیل خان والی لرستان هم پیمان زند شد و با کمک به خاندان زند حمله آزاد خان افغان را که تا بروجرد به تعقیب کریم خان آمده بود به یاری هم دفع کردند. اما پس از چندی اسماعیل خان والی به موجب هم پیمانی با علیمردان خان بختیاری از هم پیمانی خان زند کناره گرفت. در این برهه فرزند حسن خان سرکرده ایل کارزینن (بالاوند) بر پیمان کریم خان زند وفادار ماند این وفاداری دستاویز رنجش والی گردید و کار به دشمنی کشید تا جایی که اسماعیل خان زعیم ایل مذکور در قتل محمد خان پسر والی که حاکم سلسه و دلفان بود با خوانین منطقه شرکت جست. پس از فوت اسماعیل خان اول ریاست ایل به باله خان دوم رسید وی هم از هم پیمانان کریم خان زند بود و به واسطه این هم پیمانی املاک هلیلان از طرف خان زند به وی واگذار گردید و ایل کارزین به ایل بالاوند معروف گردید و پس از ایشان صفی خان پسر ارشدش ریاست ایل بالاوند را عهده دار شد صفی خان در دوره زندیه حاکم استهبانات فارس شد. و پس از بازگشت از شیراز پس کشته شدن پدرش زعامت ایل بالاوند را عهده دار شد صفی خان جوانی با تجربه و کارکشته بود همچون پدر و نیاکانش شخصیتی زیرک و باهوش و با درایت داشت وی در سال ۱۲۲۸ه.ق روی در نقاب خاک کشید و در کنار تک درخت قبرستان قریه روبره به خاک سپرده شد و پس از وی فرزند بزرگترش اسماعیل خان دوم رهبری و هدایت ایل بالاوند را عهده دار شد.

## دورهٔ قاجار

سندی تاریخی مربوط به سال ۱۲۴۰ (هجری قمری) از اراضی و املاک خریداری شده توسط لطفعلی خان بالاوند سردار ارفع

رهبری ایل بالاوند به اسماعیل خان دوم رسید و پس از وی اسفندیار خان به حکومت  منطقه رسید و پس از وی پسر بزرگترش حیدر علی خان اول طی حکمی به حکومت منطقه رسید پس از کشته شدن حیدر علی خان در دوران محمد شاه قاجار برادر کوچکتر وی لطفعلی خان بالاوند ملغب به سردار ارفع به حکومت  هلیلان رسید. لطفعلی خان متولد ۱۲۲۰ هجری قمری فرزند اسفندیار خان از نوادگان باله خان؛ جد ایل مذکور از مقتدرترین سران ایل بالاوند بود، چریکف که در اوایل پادشاهی ناصرالدین شاه قاجار در ایران به سر می‌برده‌است، در سیاحت‌نامه اش از لطفعلی خان با عنوان حاکم هلیلان نام می‌برد، لطفعلی خان باعث به وجود آمدن پیوندهای سیاسی میان ایل بالاوند و خاندانها و سران طوایف منطقه شد که به ثبات و اقتدار ایل او انجامید: در زمان حیات او ابنیه و آثار و قلاع متعددی در منطقه بنا گردید از جمله قنات قلعه حمام و باغ روستای کهره و آسیاب‌های آبی کهره قلعه و سردخانه روستای شاه بداغ که امروزه ویرانه‌ای بیش نیستند. پس از مرگ لطفعلی خان پسران وی هرکدام طوایفی از ایل بالاوند را گرد خود جمع کردند و تشکیل حکومت های محلی کوچکی را دادند از جمله خوانین ایل بالاوند در دوره قاجار عبارتند از: آزاد خان اسفندیاری در منطقه هلیلان و محبعلی خان معتمد السلطان فرزند ارشد لطفعلی خان در زردلان حکومت محلی داشتند. در اواخر سلسله قاجار ریاست ایل بالاوند به دست نوادگان لطفعلی خان بالاوند اداره میشد از نوادگان و خوانین ایل بالاوند در اواخر قاجار به تعداد به شرح زیر است:
- محمود خان اسفندیاری بالاوند

محمود خان  ملقب به صمصام السلطان از خوانین پشتکوه در عهد قاجاریه بود. محمود خان فرزند علی نقی خان نوه لطفعلی خان بالاوند در سال ۱۲۳۵ هجری شمسی در هلیلان قلعه شاهبداغ چشم به جهان گشود. وی در زندگی شخصی سه بار ازدواج نمود همسر اول ایشان بانو هدیه فرزند حاجی خان اسفندیاری ولد کالبرضا خان و همسر دوم ایشان بانو نور محل دختر علی محمد خان از طایفه کوشکی و همسر سومش بانو فردوس دختر نصرالله خان اسفندیاری ولد محبعلی خان معتمد السلطان بود، مادر محمود خان بانو سحر خانم دختر دختر (فتح الله خان امرایی) بود. محمود خان در جنگ ساوه سرکردگی ایل بالاوند و دیگر قشون طوایف پشتکوه الهیارخان و سام‌خان گراوند و سا یر خوانین طوایف مختلفهٔ طرهان را در غائلهٔ غرب ایران جنگ باغ شاه ساوه به سرکردگی
سالارالدوله فرزند سوم مظفرالدین‌شاه قاجار بر عهده داشت، سالارالدوله برای رسیدن به مقاصد سیاسی در غرب ایران، با دختر رؤسای ایلات و عشایر آن حدود وصلت کرد که حاصلش نُه فرزند بود. یکی از این همسران، ملکه خانم دختر غلامرضاخان امیرجنگ، والی پشتکوه از همسرش آغا سلطان نوه لطفعلی خان بالاوند جد علای خاندان اسفندیاری بالاوند بود. علت همکاری سواران بالاوند به سرکردگی محمود خان صمصام السلطان بر می گردد به زمانی که سالار الدوله حاکم کرمانشاه بود و با ایل بالاوند رابطه نزدیکی داشت و با خواهر زاده امامقلی خان اسفندیاری بالاوند دختر والی غلامرضا خان فیلی به نام ملکه خانم ازدواج نمود که حاصل این ازدواج پسری به نام محمد میرزا قاجار بود، محمود خان به دلیل شجاعتی که در جنگ باغ شاه از خود نشان داد لقب صمصام السلطان از سوی سالار الدوله به وی داده شد. محمود خان سرانجام چهار سال پس از جنگ ساوه در سال ۱۳۳۴(هجری قمری) دیده از جهان فروبست و در شهر نجف اشرف قبرستان وادی السلام به خاک سپرده شد.
امامقلی خان اسفندیاری
امامقلی خان اسفندیاری فرزند حیات قلی خان متولد ۱۲۶۴ شمسی در هلیلان بود. امامقلی خان در برقراری نظم و رسیدگی به امور از حمایت والی برخوردار بود، امامقلی خان سال ها بر زردلان حکم راند و پس از ورود به هلیلان تا زمان ورود شهاب الدوله از حکومت های محلی هلیلان به شمار میرفت مدت ها مرکز حکومت خود را املاک کلاته و شاهبداغ و چندی نیز در سرخلیفه هلیلان قرار داد. وی به انگیز جلوگیری از تقسیم قدرت و دارایی بین او ودیگر خوانین اسفندیاری به انجام چندین پیوند ایلی اقدام نمود. که موجب مستحکم تر شدن حکومت محلی اش گردید، آغانازار خانم دخترش را به عقد توشمال خان (میر قیصر سوم) فرزند نظر علی خان در آورد و به علت نزاع و درگیری توشمال خان کشته شد و سپس به همسری علی محمد خان امیر اعظم فرزند دیگر نظر علی خان حاکم طرحان در آمد. و همچنین لیلا خانم دختر عبدالله خان ضیغم السلطان رزم آور کلهر را به عقد پسرش ماشالله خان اسفندیاری در آورد. وی در نهایت در ۲۹ مرداد سال ۱۳۵۵ در سن ۹۱ سالگی چشم از جهان فروبست و در شهر قم به خاک سپرده شد.

## دوره قاجار و اوایل پهلوی

نفر وسط تصویر امامقلی خان اسفندیاری در میان روسای ایل زنگنه و کلهر

ماشالله خان اسفندیاری

خان احمد خان اسفندیاری

بزرگان ایل بالاوند در باغ شاه تهران

دیدار بزرگان ایل بالاوند با محمد رضا پهلوی از سمت راست ایستاده نفر دوم عباس خان اسفندیاری نفر سوم خان احمد خان اسفندیاری

پس از پایان سلسله قاجار در نهم آبان سال ۱۳۰۴ خورشیدی با روی کار آمدن رضا خان پهلوی گذر ایران از جامعه سنتی عصر قاجار نظام نوینی در کشور حاکم گردید. از خوانین اسفندیاری در دوران پهلوی به شرح زیر است:

علی نقی خان اسفندیاری
علی نقی خان فرزند محمود خان اسفندیاری بالاوند متولد ۱۲۷۵ شمسی در هلیلان بود. در زمان حیات پدرش بخشی از امور رعایا را در دست گرفت، وی پس از مرگ محمود خان به حکومت محلی هلیلان رسید علی نقی خان یکی از خوانین خوشنام منطقه بود و در میان رعایا مورد احترام بسیاری بود، علی نقی خان در هلیلان حکومت محلی داشت و چندی نیز مرکز حکومت محلی خود را املاک سرجوب از توابع کرمانشاه قرار داد. وی دو همسر داشت از همسر اولش صاحب فرزندی نشد ولی از همسر دومش بانو صاحب نصرت دختر حسین قلی خان اسفندیاری صاحب ۵ پسر و یک دختر شد پسران علی نقی خان به ترتیب عبارتند از: غلامحسین خان اسفندیاری- عبدالحسین خان- احمد خان - طهماسب خان و حسن اسفندیاری، علی نقی خان در نهایت در سال ۱۳۴۶ شمسی چشم از جهان فرو بست و در شهر قم گورستان وادی السلام به خاک سپرده شد.
- خان احمد خان اسفندیاری

خان احمد خان فرزند نصرالله خان  متولد ۱۲۸۰ شمسی در زردلان بود. وی در بین مردم به یاغی بگیر معروف بود، و جهت امنیت مردم منطقه تلاش فراوان کرد او توانست دست یاغیان و اشرار را که به جان و مال مردم تعرض میبردند کوتاه کند‌. به علت ضعف و ناتوانی دولت پهلوی در برقراری امنیت مناطق مختلف کشور دچار ناامنی شده بود یاغیان و اشرار با راهزنی و غارت اموال مردم همگان را به ستوه آورده بودند. علی هذا در این آشفته بازار دولت پهلوی برای حفظ امنیت دست نیاز به سوی خوانین مناطق دراز کرد و از آنان استمداد و یاری جست، خان احمد خان اسفندیاری که داری قدرت و نفوذ در بین عشایر بود و به منطقه خود آشنایی کامل داشت توسط علی رزم آرا فرمانده تیپ منصور به عنوان فرمانده نظامی منطقه انتخاب شد و با تجهیز نیروهایش دست به سرکوبی اشرار و راهزنان منطقه زد. سرکوبی اشرار منطقه هرسم و دیزگران از توابع اسلام آباد غرب و همچنین عملیات سرکوبی اشرار دلفان و کوهدشت به وی سپرده شد. از خان احمد خان به علت خدمات فراوانش و ایجاد امنیت بارها توسط دولت وقت تقدیر و تشکر به عمل آمد. وی سرانجام در زمستان سال ۱۳۵۱ در کرمانشاه چشم از جهان فروبست و در شهر مذهبی قم گورستان وادی السلام به خاک سپرده شد.
- حسین خان اسفندیاری

حسین خان فرزند رستم خان در زردلان حکومت محلی داشت در زمان وی هیچ یک از طوایف مجاور جسارت تجاوز به حریم ایل بالاوند را نداشتند. حسین خان در منطقه به لقب ضرغام معروف بود، وی در زمان جنگ های سخت یارمحمدخان کرمانشاهی سردار مشروطه در کرمانشاه و تبریز به بواسطه نسبت خانوادگی که با سردار داشت شرکت نمود. حسین خان به دلیل نافرمانی از حکومت مرکزی و همچنین اختلاف با طوایف همسایه از وی شکوائیه داشتند. سرانجام پس از چندی از سوی حکومت دولتی قسم نامه ای برایش فرستادند وی خود را به اعمال حکومت مرکزی معرفی می کند که پس از معرفی به اعدام محکوم و در سبزه میدان کرمانشاه اعدام گردید. اعدام وی هم زمان با اعزام یوسف خان امیر بهادر سرتیپ نیا به زندان همدان بود.
ماشالله  خان اسفندیاری
ماشالله خان پسر بزرگتر امامقلی خان در زمان زندگی پدرش بخشی از امور رعایا را در دست گرفت، وی پس از مرگ امامقلی خان مورد احترام مردم منطقه بود. در جنگ جهانی دوم و اشغال منطقه غرب توسط نیروهای انگلستان وی یکی از افراد مذاکره کننده به نمایندگی از مردم منطقه غرب بود، که در جهت پایان اشغال نظامی منطقه و عدم اذیت و آزار عشایر توسط نیروهای انگلستان تذکراتی به کلنل فلیچر فرمانده نیروهای انگلیسی داد، این ملاقات در کرمانشاه صورت گرفت. ماشالله خان املاک شاهبداغ را محل سکونت خود قرار داد و در آنجا قلعه ای به سال ۱۳۲۴ بنا نمود. این قلعه که نمای دیوارها بیرونی آن با ترکیبی از سنگ مالون و آجر ساخته شده، در وسط قلعه دو اتاق و یک حیاط مرکزی قرار دارد، با عبور از حیاط چندین اتاق برای محل اهل خانه با گنجه و ایوان و حمام احداث شده همچنین در شرق حیاط مرکزی چندین اتاق بنا گردیده، نمای جنوبی مشرف به جاده و غرب قلعه حیاط بیرونی و اسطبل محل نگهداری اسب ها بوده در هر دو سوی قلعه دو برج احداث شده و امروزه این قلعه با نظارت میراث فرهنگی در حال ثبت و مرمت است. ماشالله خان مردی آگاه نسبت به پیشینه خوانوادگی بود. اسناد و مدارک و دست نوشته های خطی بسیاری را در اختیار داشت همین آگاهی ایشان انگیزه ای بود که بسیاری از مورخین و نویسندگان جهت تالیف کتب خود به وی مراجعه می کردند و از اطلاعات او بهره می جستند. ماشالله خان  با امرا و مقامات زمان خود ارتباط وسیعی داشت، وی سرانجام به سال ۱۳۷۴ شمسی دار فانی را وداع گفت و پیکرش به شهر مذهبی قم منتقل شد و در گورستان وادی السلام به خاک سپرده شد.

## نفوذ والیان به هلیلان
پس از درگذشت لطفعلی خان فرزندان و نوادگان او هرکدام داعیه جانشینی وی را داشتند و هیچ‌کدام ریاست دیگری نپذیرفتند، از جمله جنگ های محمود خان و امامقلی بر سر زعامت و ریاست ایل بالاوند در واقع محمود خان و امامقلی خان با هم اختلاف نظر داشتند، و این عاملی بود که بارها بین خوانین اسفندیاری جنگ و نزاع در گرفت و حاصل جنگ نزاع و اختلاف نظر خوانین، نتیجه اش تضعیف روز افزون ایل بالاوند و ایجاد کینه و دشمنی خانوادگی بود. پس از مرگ محمود خان اسفندیاری به سال (۱۳۳۴ هجری قمری) و هم پیمان شدن امامقلی خان با حسینقلی خان ابوقداره بستر را برای نفوذ والیان پشتکو فراهم شد و سرانجام ایلی که لطفعلی خان با سختی و دشواری های فراوان آن را هماهنگ و یکپارچه کرده بود، از هم فروپاشید و هر یک از فرزندان وی طایفه ای از بالاوند را هم داستان خود کرده و تشکیل حکومت های محلی کوچکی را دادند، در واقع همین پراکندگی میان فرزندان لطفعلی خان بود که در آینده انگیزه ای شد که والیان پشتکوه به منطقه نفوذ نموده و پس از چند سال هلیلان را تحت نفوذ خود در آورند، و به آرامی منطقه هلیلان و زردلان، املاک آبااجدادی آن ها را هم با فریب کدخدایان و دادن پول و رشوه به نام خود کرده و سپس مبادرت به فروش آن ها نمودند، این روند تا زمان اصلاحات ارضی ادامه داشت.